# Mário Jardel
Mário Jardel Almeida Ribeiro (ur. 18 września 1973 w Fortalezie) – brazylijski piłkarz grający na pozycji napastnika.

## Kariera
Profesjonalną karierę Mário Jardel zaczynał w CR Vasco da Gama. Po 4 latach przeniósł się do Grêmio Porto Alegre, z którym zdobył Copa Libertadores w 1995 roku. Po sezonie gry w Gremio Brazylijczyk przeniósł się do FC Porto. To był naprawdę świetny krok - przez 4 lata występów Jardel zdobył bagatela 130 goli w 125 meczach. Przed sezonem 2000–2001 27-letniego wówczas napastnika skusiła możliwość większych zarobków, które czekały na zawodnika w Galatasaray SK. W Stambule wytrzymał rok, ale to był także udany okres - 22 gole w 24 meczach i zdobyty Superpuchar Europy UEFA. Jardel zatęsknił za Portugalią i wrócił do tego kraju, ale tym razem do Sporting CP. Okazało się, że portugalski klimat jest dla Mário najlepszy - przez dwa sezony strzelił 53 gole w 49 meczach. Niespodziewanie Brazylijczyk przeniósł się jednak do słabej Ancony Calcio. Od tego czasu zawodnik windował w dół - zmieniał klub praktycznie co rok. W swojej karierze Jardel zdążył jeszcze zwiedzić następujące kluby: Bolton Wanderers, Newell’s Old Boys, Deportivo Alavés, Goiás EC, SC Beira-Mar oraz Anorthosis Famagusta. Od sierpnia 2007 r. do stycznia 2008 Mário występował w australijskim zespole Newcastle Jets. W czerwcu 2010 roku podpisał kontrakt z drużyną Czerno More występującą w bułgarskiej ekstraklasie. Po kilku miesiącach i ośmiu rozegranych meczach Jardel opuścił Czerno More i powrócił do Brazylii, gdzie został zawodnikiem Rio Negro Manaus.
W reprezentacji Brazylii Jardel grał rzadko. W latach 1996–2001 rozegrał zaledwie 10 meczów i zdobył tylko 1 bramkę.
Piłkarz w jednym z wywiadów w 2008 roku przyznał, że zażywał kokainę, co było prawdopodobną przyczyną jego piłkarskiego upadku. Jardel utrzymuje jednak, że nigdy nie był pod wpływem narkotyków podczas meczu, a zażywał je tylko na imprezach. Obecnie Super Mário walczy ze swoim nałogiem.

## Sukcesy
- Copa Libertadores 1995 z Grêmio Porto Alegre
- Dwukrotny zdobywca Złotego Buta dla najlepszego strzelca lig europejskich (w sezonie 1998/99, w barwach FC Porto i 2001/02 w Sporting CP)
- Superpuchar Europy w barwach Galatasaray SK; w walce o to trofeum dwukrotnie pokonał bramkarza Realu Madryt
- Mistrzostwo Portugalii: 1997, 1998, 1999 z Porto, 2002 ze Sportingiem
- Puchar Portugalii: 1998, 2000 z Porto, 2002 ze Sportingiem
- Mistrzostwo Argentyny 2004 z Newell’s Old Boys